# ワイメア川 (カウアイ島)

ワイメア川が流れるワイメア・キャニオン

ワイメア川（わいめあがわ、英語: Waimea River）は米国ハワイ州カウアイ島の主要な川である。 長さは19.5 kmで、ハワイ諸島で最も長い川のひとつであり、島の総面積の6分の1をその流域面積として流れている。
その源流は世界最大の高地の湿地であるアラカイ湿地（Alaka'i Swamp）にある中央高地の湿地帯にある。 そこから南に流れ、「太平洋のグランド・キャニオン」として知られる、深さ910メートルの壮大なワイメア・キャニオン（Waimea Canyon）を通過する。ハワイ語で、ワイ（wai）は水、メア（mea）は「赤い」で、ワイメア川は赤土の渓谷を通過して来るので、赤い水になる。
ワイメア川の渓谷とその支流マカウェリ川（Makaweli River）は、かつてはハワイ人による人口密度が高かった。ワイメア川はカウアイ島の南部、ジェームズ・クックが1778年にハワイ諸島へ初めて着陸した場所の近くのワイメアで太平洋へそそぐ。